# جزيرة الأمير تشارلز
جزيرة الأمير تشارلز هي جزيرة كبيرة منخفضة في كندا. بمساحة 9,521 كـم2 (3,676 ميل2), وهي أكبر جزيرة في العالم رقم 77 والجزيرة التاسعة عشر في كندا. تقع في حوض فوكس, قبالة الساحل الغربي لجزيرة بافين, في منطقة قيكيقتالوك في نونافوت, كندا. على الرغم من عدم وجود مقيمين دائمين في جزيرة الأمير تشارلز, فقد زار الإنويت الجزيرة لاصطياد الوعل. لا يوجد اسم محدد للجزيرة في لغة الإنكتيتوت. على الرغم من حجم الجزيرة, لم يتم تسجيلها من قبل رسامي الخرائط الغربيين حتى عام 1932, عندما شاهدها قائد القاطرة وا بول لأول مرة. لم يتم نشر معلوماته على أي خريطة منشورة. على الرغم من إعادة اكتشافه في عام 1948 من قبل ألبرت إرنست تومكينسون وهو يبحر في أفرو لانكستر لصالح سرب سلاح الجو الملكي الكندي 408 (صورة). سميت الجزيرة باسم الأمير البريطاني تشارلز (الملك تشارلز الثالث فيما بعد), الذي ولد في نوفمبر من نفس العام.

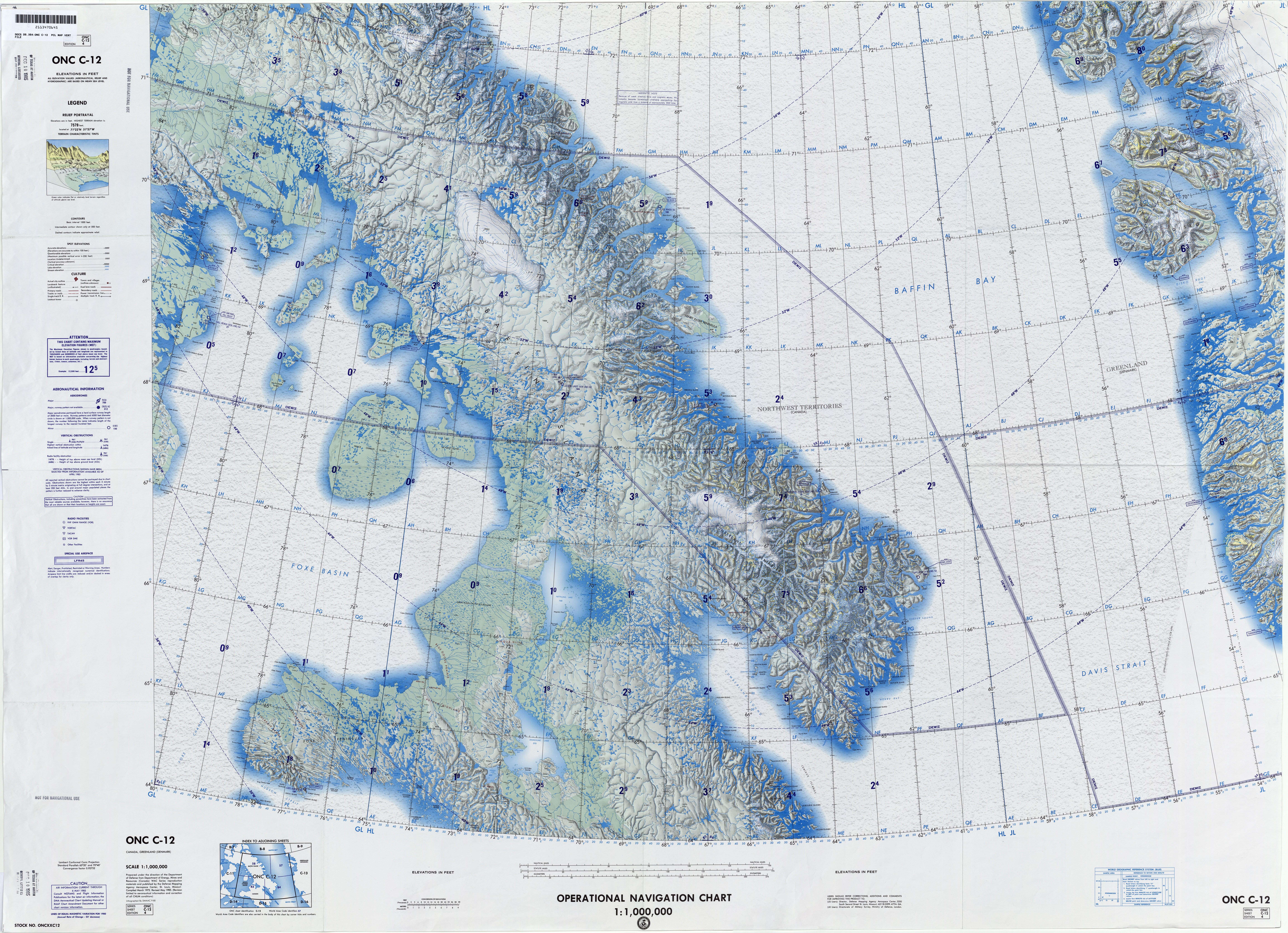
الخريطة بما في ذلك جزيرة الأمير تشارلز